# John Montagu (5. hrabia Sandwich)
John Montagu (ur. 26 stycznia 1744, zm. 6 czerwca 1814) – brytyjski arystokrata, najstarszy syn Johna Montagu, 4. hrabiego Sandwich (od niego pochodzi angielska nazwa kanapki: sandwich) i Dorothy Fane, córki 1. wicehrabiego Fane.
Kształcił się w Eton College. W wieku 17. lat zaciągnął się do wojska i został kapitanem 3. Regimentu Pieszego Gwardii. W latach 1765–1768 zasiadał w Parlamencie z ramienia torysów z okręgu Brackley, zaś w latach 1768–1792 z okręgu Huntingdonshire. W 1792 r. zmarł jego ojciec i John przejął tytuł hrabiego Sandwich i zasiadł w Izbie Lordów.
8 marca 1766 r. poślubił Elisabeth Montagu-Dunk (zm. 1 lipca 1768), córkę George’a Montagu-Dunka, 2. hrabiego Halifaksu i Anne Richards. John i Elisabeth mieli razem jednego syna:
- John Montagu (1767–1790), nie ożenił się i nie miał dzieci

25 kwietnia 1772 r. poślubił lady Mary Henriettę Powlett (zm. 30 marca 1779), córkę Harry’ego Powletta, 6. księcia Bolton i Mary Nunn. John i Mary mieli razem jednego syna:
- George Montagu (4 lutego 1773 – 21 maja 1818), 6. hrabia Sandwich